# Форсаж (фильм, 2001, Россия)
«Форсаж» — российский документальный фильм Натальи Гугуевой об истории создания палубной авиации МА ВМФ и Тимуре Апакидзе.

## Сюжет
Фильм рассказывает о драматических событиях и судьбах военных лётчиков-истребителей: аэродром НИТКА в Саках (Крым) в годы распада СССР, повторное принятие офицерами присяги на верность Украине и обязательный ответ на вопрос: «Если интересы Украины потребуют, будешь ли ты воевать с Россией?», разводы в семьях по национальному признаку и небоевые потери.
Большое количество сцен фильма снято съёмочной группой на палубе авианосца «Адмирал Кузнецов».
Фильм снят при финансовой поддержке Министерства культуры Российской федерации.
После гибели Тимура Апакидзе, в мае 2005 года вышла вторая авторская работа Н. Гугуевой «Тимур. История последнего полёта».

## Награды и номинации
- 2001 — Номинант на премии «Лучший неигровой фильм» и «Открытие года» Национальной кинематографической премии «Ника»
- 2001 — Номинант национальной премии кинематографической академии «Золотой орел» в номинации «Лучший документальный фильм»
- 2001 — Главный приз на фестивале «Сталкер» за лучший документальный фильм
- 2001 — Приз зрительских симпатий, приз Союза кинематографистов РФ, приз Полномочного Представителя Президента России в УФО на Открытом всероссийском фестивале неигрового кино «Россия» (Екатеринбург)
- 2002 — приз «Бронзовый Витязь» на Международном фестивале «Золотой Витязь»
- 2002 — спецдиплом жюри Международного фестиваля «Послание к человеку» (Санкт-Петербург)
- 2002 — диплом Открытого российского конкурса на соискание национальной премии «Святая Анна»
- 2002 — диплом Общероссийского фестиваля мировоззренческого кино (Москва)

## Съёмки
При съёмках фильма применялась оригинальная техника для погашения вибраций на авианосце. По словам Гугуевой, «разложив куски сала в пустые банки из-под консервов, мы поставили на них ножки штатива камеры, и стали свидетелями чуда — вибрация исчезла.»